# Baiqiao Shuiku
Baiqiao Shuiku (kinesiska: 白桥水库) är en reservoar i Kina. Den ligger i provinsen Sichuan, i den sydvästra delen av landet, omkring 210 kilometer nordost om provinshuvudstaden Chengdu. Baiqiao Shuiku ligger 541 meter över havet. Arean är 1,1 kvadratkilometer. Trakten runt Baiqiao Shuiku består till största delen av jordbruksmark. Den sträcker sig 3,2 kilometer i nord-sydlig riktning, och 1,1 kilometer i öst-västlig riktning.
Genomsnittlig årsnederbörd är 1 343 millimeter. Den regnigaste månaden är juli, med i genomsnitt 315 mm nederbörd, och den torraste är december, med 3 mm nederbörd.